# Ruschia primosii
Ruschia primosii är en isörtsväxtart som beskrevs av L. Bol. Ruschia primosii ingår i släktet Ruschia och familjen isörtsväxter. Inga underarter finns listade i Catalogue of Life.